# Пиобези д'Алба
Пио̀бези д'А̀лба (на италиански: Piobesi d'Alba; на пиемонтски: Piobs, Пиобъс) е село и община в Северна Италия, провинция Кунео, регион Пиемонт. Разположено е на 194 m надморска височина. Населението на общината е 1274 души (към 2010 г.).